# Dysauxes cambouei
Dysauxes cambouei är en fjärilsart som beskrevs av Charles Oberthür 1893. Dysauxes cambouei ingår i släktet Dysauxes och familjen björnspinnare. Inga underarter finns listade i Catalogue of Life.